# شهرستان لندندری
شهرستان لاندندری (به انگلیسی: County Londonderry) یا شهرستان دری (به انگلیسی: County Derry) یک شهرستان ایرلند شمالی در بریتانیا است که در ایرلند شمالی واقع شده‌است.

## خصوصیات
شهرستان لاندندری ۲٬۰۷۴ کیلومترمربع مساحت و ۲۴۷٬۱۳۲ نفر جمعیت دارد.